# Грб Јемена
Грб Јемена је званични хералдички симбол државе Република Јемен. Грб је усвојен 1990. године, након уједињења Северног и Јужног Јемена.
Грб има облик амблема, а главни мотив на грбу је златни орао, који у канџама држи ленту. На траци је исписано државно гесло „Република Јемен“ („ал-Џумхурија ал-Јаманија“). Орао својим крилима придржава штит на чијем је горњем делу приказ биљке кафе и бране Мариб. Доњи део штита испуњен је плаво-белим таласастим линијама које су симбол Црвеног и Арпаског мора. Десно и лево од орла развијене су две заставе Јемена.

## Историјски грбови

### Северни Јемен
Јемен је као британска колонија био подељен на Северни и Јужни. Северни Јемен је добио независност 1962. године. Његов грб је био сличан данашњем, а штит на прсима орла више је сличио грбу бившег Мутавакилитског краљевства Јемен. Трака са државним геслом била је зелене боје.
- Грб Северног Јемена (1962-1990)

### Јужни Јемен
Јужни Јемен добио је независност од Велике Британије 1967. године и убрзо после тога је проглашен социјалистичком републиком. Грб Јужног Јемена био је Саладинов орао, који је крилима придржавао штит на којем се налазио приказ националне заставе Јужног Јемена. Орао је канџама придржавао траку на којој је било исписано државно гесло „Народна Република Јужни Јемен“ од 1967. до 1970, а после тога гесло „Народна Демократска Република Јемен“.
- Грб Федерације Јужне Арабије (пре 1967)
- Грб НР Јужног Јемена (1967-1970)
- Грб НДР Јемена (1970-1990)